# Trypanidius maculatus
Trypanidius maculatus es una especie de escarabajo longicornio del género Trypanidius, tribu Acanthocinini, subfamilia Lamiinae. Fue descrita científicamente por Monné y Delfino en 1980.

## Descripción
Mide 6,5-10 milímetros de longitud.

## Distribución
Se distribuye por Brasil, Paraguay y Venezuela.